# Taboo (rapper)
Jaime Luis Gómez (sinh ngày 14 tháng 7 năm 1975), thường được biết đến với nghệ danh Taboo, là một rapper và diễn viên người Mỹ, đồng thời là thành viên của nhóm nhạc The Black Eyed Peas.

## Con người và cuộc đời
Taboo sinh ra tại Boyle Heights, Los Angeles, California, là con trai của Aurora Sifuentes and Jimmy Gomez. Cha anh là người México. Anh nhập học tại Rosemead High School (class of 1993), và được giáo dục tại Garvey Intermediate. Hai ngày trước sinh nhật thứ 33 của anh, Taboo cưới Jaymie Dizon tại Pasadena, California vào 12/7/2008. Cặp đôi này đã có đứa con đầu lòng, Jimmy Jalen Gomez vào ngày 19/7/2009 và đứa con thứ hai, Journey, vào 26/4/2011.  Anh còn có một đứa con với người vợ trước, Joshua, sinh ngày 17/10/1993.

## Sự nghiệp âm nhạc

### The Black Eyed Peas
Taboo gia nhập The Black Eyed Peas vào năm 1995. Các thành viên khác apl.de.ap, will.i.am, Mark Degraff, and Robert Byrne ban đầu lấy tên nhóm là Atban Klann, nhưng đã đổi tên sau khi thay đổi nhãn đĩa. Năm 2002, Stacy Ferguson (Fergie) gia nhập nhóm và hoàn tất đội hình hiện tại của ban nhạc.

### Sự nghiệp solo
Năm 2008, Taboo đang trong quá trình làm một album, nhưng đến năm 2011, Taboo nói rằng phải một thời gian nữa album solo của anh mới hoàn thành. Taboo đã nói rằng anh hy vọng được hợp tác cùng với những nghệ sĩ như Frankie J, E-40, Pitbull, Transit Venus và Kumbia Kings. Shakira, Blu Cantrell, và Juanes bị đồn rằng sẽ nỗ lực cho album của anh, dù nó không đáng kể. 
Music he has co-written and performed has been featured on many movie soundtracks, including Coach Carter, Legally Blonde, Harold & Kumar Go to White Castle, and Barbershop 2.

## Diễn xuất
Taboo xuất hiền trên phim lần đầu cùng với Wyclef Jean. Sau đó anh xuất hiện vào năm 2007 với independent film Cosmic Radio, cùng với các ngôi sao như Michael Madsen, Wes Studi, Irene Bedard, Daryl Hanna, Ricardo Chavira, và một số diễn viên tên tuổi khác. Anh đã diễn vai Vega trong bộ phim Street Fighter: The Legend of Chun-Li., sản xuất năm 2009. Taboo cũng xuất hiện trong vai trò giám khảo tại reality show MTV's Top Pop Group

## Các bộ phim

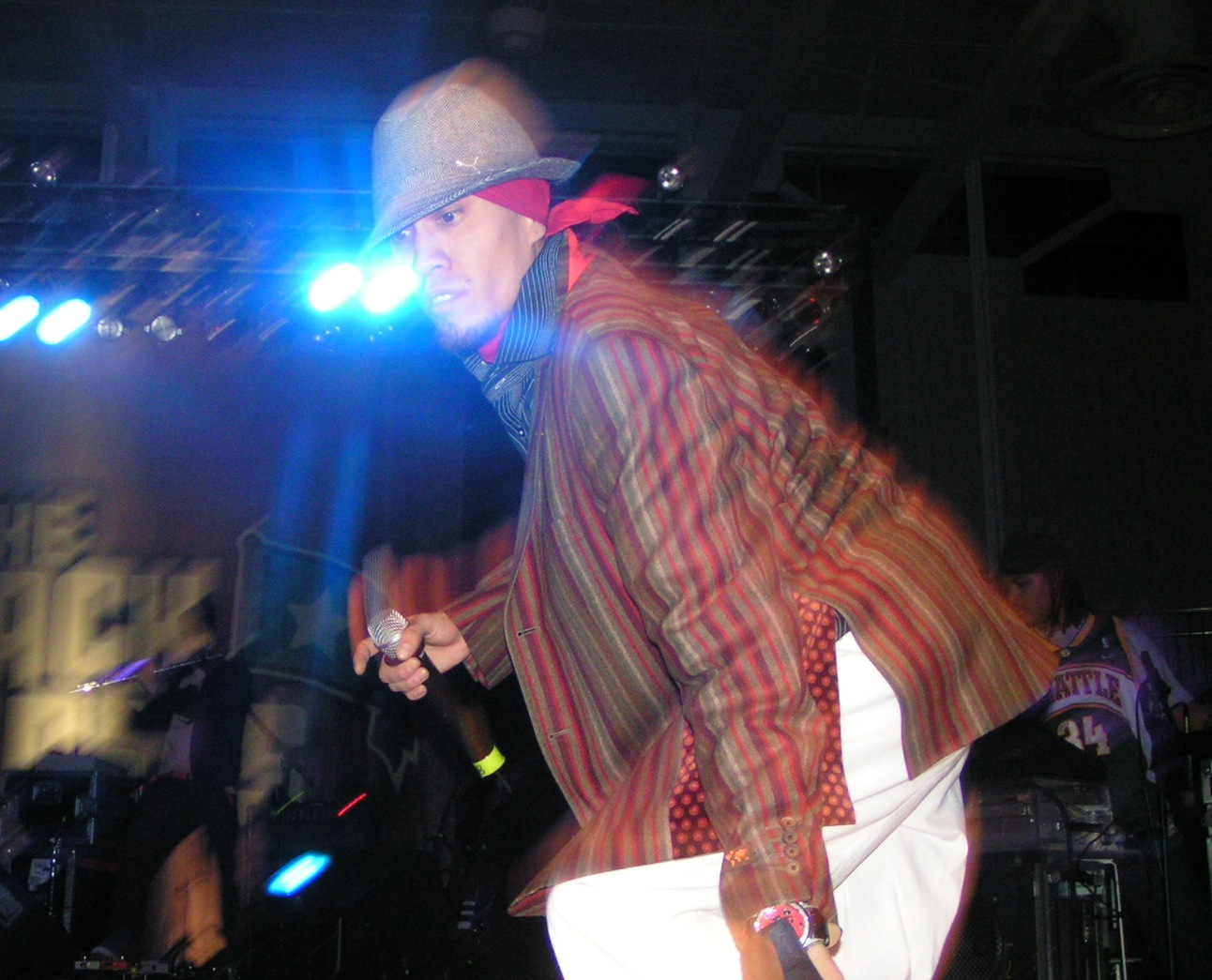
Taboo và The Black Eyed Peas tại East Stroudsburg University of Pennsylvania vào năm 2004.

| Năm  | Production                            | Vai diễn  | Notes                    |
| ---- | ------------------------------------- | --------- | ------------------------ |
| 2005 | Be Cool                               | [himself] | With The Black Eyed Peas |
| 2005 | Dirty                                 | Ramirez   | —                        |
| 2006 | Instant Def                           | Zap       | —                        |
| 2007 | Cosmic Radio                          | Marcus    | —                        |
| 2009 | Street Fighter: The Legend of Chun-Li | Vega      | —                        |
| 2009 | Queen of the South                    | ?         | —                        |

## Thêm
1. ↑  "The Bakersfield You've Always Wanted!". Bakotopia.com. Truy cập ngày 11 tháng 11 năm 2010.
2. 1 2  Fallin' Up: My Story. Touchstone. 2011. tr. 1, 3–4. ISBN 1439192065. {{Chú thích sách}}: Đã bỏ qua tham số không rõ |authors= (trợ giúp)
3. ↑  Cristina Verán (ngày 13 tháng 4 năm 2004). "Rap, Rage, REDvolution - Page 1 - News - New York". Village Voice. Bản gốc lưu trữ ngày 3 tháng 12 năm 2010. Truy cập ngày 11 tháng 11 năm 2010.{{Chú thích web}}:  Quản lý CS1: nhiều tên: danh sách tác giả (liên kết)
4. ↑  "Black Eyed Peas hold benefit concert". USA Today. ngày 1 tháng 10 năm 2007. Truy cập ngày 24 tháng 5 năm 2010.
5. ↑  "Taboo on Twitter: "Missing my oldest son Joshua Gomez right now he is next in line to shake up the Dj world Dj J". Truy cập ngày 1 tháng 11 năm 2015.
6. ↑  Black Eyed Peas' Taboo and Wife Expecting First Child Lưu trữ ngày 8 tháng 2 năm 2009 tại Wayback Machine US Magazine, ngày 7 tháng 2 năm 2009
7. ↑  taboo. "[Dipdive] taboo " Blog " BABY JALEN FINALLY IS HERE". Dipdive.com. Bản gốc lưu trữ ngày 11 tháng 7 năm 2012. Truy cập ngày 11 tháng 11 năm 2010.
8. ↑  Marriage Not a Taboo For Black Eyed Peas Rapper E! Online, ngày 13 tháng 7 năm 2009
9. ↑  "Exclusive: Taboo Talks Future Solo Project, Sound Of Next Black Eyed Peas Album". JohnJohnSaidIt.com. ngày 12 tháng 3 năm 2011. Bản gốc lưu trữ ngày 22 tháng 7 năm 2011. Truy cập ngày 11 tháng 5 năm 2011.
10. ↑  "Taboo Talks Street Fighter". IGN. Bản gốc lưu trữ ngày 13 tháng 7 năm 2011. Truy cập ngày 2 tháng 2 năm 2010.